# Pawieł Kuleszow
Pawieł Nikołajewicz Kuleszow (ros. Па́вел Никола́евич Кулешо́в; ur. 2 grudnia?/15 grudnia 1908 we wsi Kajlik w gubernia jenisejskiej (obecnie Kraj Krasnojarski), zm. 26 lutego 2000 w Moskwie) – radziecki dowódca wojskowy, marszałek artylerii, Bohater Pracy Socjalistycznej (1978).

## Życiorys
Do Armii Czerwonej wstąpił w 1926. W 1929 skończył szkołę artylerii w Tomsku i został dowódcą ogniowego plutonu baterii 50 pułku strzeleckiego w Niżnym Nowogrodzie. 
Od 1933 studiował na Wydziale Inżynieryjno-Dowódczym w Akademii Wojskowej im. F. Dzierżyńskiego. Po studiach pracował jako inspektor dowództwa artylerii w Głównym Komisariacie Obrony ZSRR. W 1941 ukończył studia w Akademii Sztabu Generalnego Sił Zbrojnych ZSRR im. K. Woroszyłowa w Moskwie. Od września 1941 był zastępcą szefa oddziału w Sztabie Generalnym Armii Czerwonej, gdzie zajmował się planowaniem zabezpieczania dostaw amunicji. Po miesiącu mianowany dowódcą grupy operacyjnej na Froncie Północno-Zachodnim. Działał m.in. na Froncie Wołchowskim, nad jeziorem Ładoga, w okolicach Leningradu, pod Tichwinem, gdzie jego grupa w dużym stopniu przyczyniła się do zatrzymania Wehrmachtu. Na Froncie Wołchowskim został ranny. Po wyleczeniu nadal dowodził grupą operacyjną i odegrał dużą rolę w Operacji Iskra po Leningradem w styczniu 1943. Później działał na Froncie Woroneskim, na Kaukazie i na Ukrainie. Od końca 1943 zastępca dowódcy artylerii Gwardii na froncie w stopniu generała majora. Wkrótce przeniesiony na Front Nadbałtycki. Latem 1944 brał udział w operacji białoruskiej. Następnie został zastępcą szefa sztabu artylerii Armii Czerwonej. Od listopada 1944 generał porucznik. Po wojnie został zastępcą komendanta Akademii Wojskowej im. Dzierżyńskiego. Pracował w instytutach badawczych nad rozwojem technik rakietowych i artyleryjskich. Od 1953 w Centralnym Aparacie Ministerstwa Obrony ZSRR. W pierwszej połowie lat 60. zajmował się m.in. dostarczaniem technologii rakietowej i sprzętu wojskowego do krajów Bliskiego Wschodu, na Kubę i do Wietnamu. Od 1965 szef Głównego Zarządu Wojsk Rakietowych i Artylerii Ministerstwa Obrony ZSRR. W 1967 mianowany marszałkiem artylerii. W 1983 został członkiem Grupy Generalnych Inspektorów Ministerstwa Obrony ZSRR. 21 lutego 1978 wyróżniony tytułem Bohatera Pracy Socjalistycznej i Medalem „Sierp i Młot”. W 1992 przeszedł na emeryturę. Pochowany na Cmentarzu Kuncewskim w Moskwie.

## Awanse
- generał major artylerii 24 marca 1942;
- generał porucznik artylerii 18 listopada 1944;
- generał pułkownik artylerii 18 lutego 1958;
- marszałek artylerii 28 października 1967.

## Odznaczenia
- Medal Sierp i Młot Bohatera Pracy Socjalistycznej (1978)
- Order Lenina (pięciokrotnie)
- Order Czerwonego Sztandaru (czterokrotnie)
- Order Kutuzowa II stopnia
- Order Suworowa II stopnia
- Order Wojny Ojczyźnianej I stopnia
- Order Czerwonej Gwiazdy
- Order „Za służbę Ojczyźnie w Siłach Zbrojnych ZSRR” III stopnia
- Nagroda Leninowska
- Medal „Za zwycięstwo nad Niemcami w Wielkiej Wojnie Ojczyźnianej 1941–1945”
- Medal „Za obronę Leningradu”

i odznaczenia zagraniczne.